# 诅盟场面贮贝器
诅盟场面贮贝器，或称诅盟场面铜贮贝器、诅盟场面青铜贮贝器，中国西汉时期文物，1955年至1960年间于云南省昆明市晋宁区上蒜镇石寨村石寨山出土。该器为青铜铸造，通高53厘米，盖径32厘米，底径29.7厘米。出土时器内贮贝300余枚，器盖上铸圆雕立体人物127人，以干栏式建筑上的人物活动为中心，表现了滇王杀祭诅盟的典礼场面。2013年8月19日，诅盟场面贮贝器被国家文物局收录到公布的《第三批禁止出境展览文物目录》中，属于禁止出境展览文物。现藏于中国国家博物馆。

## 出土
云南省博物馆从1950年代开始在该省全省范围内进行的科学考古发掘、试掘、调查。1955年，在云南省昆明市晋宁县的石寨山西面坡上发掘了新石器时代遗址一处，获得大量陶器和石器。1955年至1960年间，先后四次在石寨山山麓发掘了春秋战国至东汉时期的墓葬48座，出土文物四千多件。石寨山古墓群出土的诅盟场面贮贝器、“滇王之印”金印、杀人祭柱场面贮贝器等均为禁止出境展览文物。

## 形制
贮贝器是滇国特有的贮放贝币的青铜器，器上铸造出姿态各异的群像，具体而生动地表现了祭祀、战争、狩猎、祈年、播种等情形，是研究滇国社会历史的重要资料。出土时器中贮满源自印度洋和太平洋的暖水区域的海贝。
诅盟场面贮贝器器身呈筒形，腰微束，两侧有对称的虎形耳，底部有三只兽爪足。器盖上铸有表现滇王杀祭诅盟场面的雕塑，包括干栏式房屋一间，巨型铜鼓两台，以及各类人物和牲畜，据统计除残缺者以外，器盖上人物仍达127个之多，是此次发掘的众多贮贝器中，再现场面最大、最丰富的一件。
器盖上的房屋建筑主要由屋顶和平台构成。屋顶分上、下两层，上层呈人字形，下层四面出檐。平台由小柱支撑，前后均通过梯子与地面（器盖面）连接。平台上高凳上垂足坐着一位妇女，似为主祭人，其周围放置有十六面铜鼓。妇女的左前方及右侧均为参与祭祀者，面前则摆放着各类祭品。房屋外有椎牛刑马、屠豕宰羊等场面，有持刀的屠夫，有喂猪、喂孔雀的妇女，还有虎、犬等动物，有击打青铜鼓和錞于的，有被捆绑在石碑上的裸体男子和持器盛物的妇女等。